# Ротаксановий перемикач
Ротаксановий перемикач (рос. ротаксановые переключатели, англ. rotaxane switches) — у нанотехнології — перемикач, створений на основі вуглецевих ротаксанових сполук. Принцип дії їх полягає у зміні електричного опору молекули при русі її кільцеподібної частини вздовж внутріпорожнинного ланцюга молекули.